# Dometic Group
Dometic Group AB är svenskt företag, som bedriver tillverkning, försäljning och service av produkter för fritidsmarknaden. Produktutbudet är brett och inkluderar portabla kylboxar, grillar, luftkonditioneringssystem, tält, batterier och solenergi-lösningar för det mobila friluftslivet. Verksamheten bedrivs globalt och kunder innefattar återförsäljare av friluftsprodukter, konsumenter samt tillverkare av fordon och båtar. Dometic Group grundades år 2001 och har sitt huvudkontor i Solna.
Dometic har sina rötter i Electrolux-divisionen Electrolux Leisure Group. Denna knoppades av från Electrolux 2001 och såldes till riskkapitalbolaget EQT. EQT ägde det avknoppade bolaget till 2005, då det såldes till det brittiska riskkapitalbolaget BC Partners År 2009, när bolaget riskerade konkurs, så övertogs det av ett konsortium av fordringsägande banker, bland andra japanska Mizuho och Nordea. Bankerna sålde Dometic Group till EQT 2011, som sedan börsnoterade företaget på Stockholmsbörsen 2015. Dominerande aktieägare är ett antal utländska och svenska fonder.
Dometic Group hade 2023 en omsättning på 27,8 miljarder kronor. Den dominerande regionen är Nord- och Sydamerika, som 2023 utgjorde 58% av koncernens försäljning.
Företaget hade 2023 23 tillverknings- och sammansättningsenheter i elva länder. I Sverige finns en fabrik i Tidaholm.